# Cinchona asperifolia
Cinchona asperifolia är en måreväxtart som beskrevs av Hugh Algernon Weddell. Cinchona asperifolia ingår i släktet Cinchona och familjen måreväxter. Inga underarter finns listade i Catalogue of Life.